# Бота, Леон
Леон Бота (англ. Leon Botha, 4 июня 1985 — 5 июня 2011) — южноафриканский художник, музыкант и диджей. Также известен как один из немногих доживших до 26-летнего возраста людей, больных прогерией.

## Биография
Бота родился в ЮАР, в городе Кейптаун, где и прожил до самой своей смерти. У Леона диагностировали прогерию уже в возрасте четырёх лет, что и повлияло на всю его дальнейшую жизнь кардинальным образом.
Леон известен не только как музыкант и диджей, но и как художник, хотя он не получил специального образования в области искусства, если не считать школы, где он два года посвятил изучению живописи и дизайна ювелирных изделий. После окончания школы стал художником и начал выполнять частные заказы.
В 2005 году Бота успешно перенёс операцию на сердце в целях профилактики сердечных приступов из-за атеросклероза, связанного с прогерией. В январе 2007 года Леон организовал свою первую персональную художественную выставку под названием Liquid Swords; I am HipHop, темой которой стала хип-хоп культура как образ жизни. Выставка проходила в галерее Rust-en-Vrede в Дурбанвиле. Вторая его выставка была открыта в марте 2009 года и была основана на жизни художника. В январе 2010 года им была проведена его первая фотовыставка под названием «Who Am I? …Transgressions» в сотрудничестве с Гордоном Кларком (Gordon Clark), в кейптаунской галерее Joo Ferreira Gallery.
Бота занимался диджеингом и тёрнтейблизмом, разновидностью диджеинга, под псевдонимом DJ Solarize. Кроме того, он сотрудничал с южноафриканской группой Die Antwoord и снялся в их видеоклипе на песню Enter the Ninja.

## Смерть
В ноябре 2010 года Бота перенёс инсульт, и с тех пор его здоровье постоянно ухудшалось. Леон Бота умер 5 июня 2011 года от прогерии всего через один день после своего 26-го дня рождения. Леон был одним из «долгожителей» при такой болезни, обычная продолжительность жизни больных прогерией в два раза меньше — 13 лет.